# Bassin du lac Eyre
Pour les articles homonymes, voir Eyre.
Le bassin du lac Eyre est un bassin de drainage des eaux de pluie couvrant un sixième de l'Australie. C'est un des plus vastes bassins de drainage endoréique au monde avec 1,2 million de kilomètres carrés, couvrant la plus grande partie de l'intérieur du Queensland, de grandes parties de l'Australie-Méridionale et du Territoire du Nord ainsi qu'une partie de l'ouest de la Nouvelle-Galles du Sud.

## Géographie
Tous les lits des cours d'eau de cette vaste zone, plate pour sa plus grande partie, au climat aride ou semi-aride, se dirigent vers le lac Eyre au centre de l'Australie-Méridionale mais il faut des précipitations suffisamment fortes pour que de l'eau arrive vraiment au lac.
La surface du lac se situe 20 mètres au-dessous du niveau de la mer et est généralement formée d'une simple croûte de sel. Les années pluvieuses, le lac se remplit ce qui, pendant une période de temps courte, va permettre de faire de la région une zone fertile pour des végétaux à croissance rapide; les créatures marines qui avaient connu une longue période de dormance se multiplient et de grandes bandes de poules d'eau arrivent pour se reproduire et élever leurs petits avant que toute l'eau ne s'évapore.
Aucun des cours d'eau se jetant dans le lac Eyre n'a un débit permanent ; ils ne coulent vraiment qu'après de fortes pluies ce qui se produit rarement dans l'intérieur aride de l'Australie. La moyenne des précipitations annuelles dans les régions entourant le lac Eyre est de 12,5 cm alors que la moyenne de l'évaporation est d'environ 350 centimètres. Depuis 1885 les moyennes des précipitations sur l'ensemble du bassin sont allées de 4,5 centimètres en 1928 à un peu plus de 76 centimètres en 1974. La plupart de l'eau arrivant au lac Eyre vient des précipitations sur l'intérieur du Queensland, à environ 1 000 kilomètres au nord.
En raison de l'absence de pente dans la plus grande partie du bassin, les rivières s'écoulent lentement et la plupart du temps se répandent dans de vastes zones de marécages ou de réseaux de canaux. Là, l'eau s'évapore ou s'infiltre de sorte que le débit d'eau sortant de ces régions est sensiblement plus faible que celui y entrant. Ce n'est que dans les années fortement pluvieuses que de l'eau arrive jusqu'au lac Eyre lui-même.
Pour se rendre compte de l'étendue du bassin, il faut savoir que le bassin du lac Eyre a la même superficie que la France, l'Allemagne et l'Italie réunies. Il a sensiblement la même taille que le bassin du Murray-Darling au sud-est de l'Australie. Cependant le débit du Murray lui-même serait insuffisant pour remplir le lac Eyre en raison de l'importance de l'évaporation sur la région. À l'inverse, il faut savoir que le Mississippi remplirait le lac en 22 jours et l'Amazone en 3.

## Histoire
Le bassin a commencé de se former au début de l'ère tertiaire, il y a environ 60 millions d'années, quand le sud-est de l'Australie-Méridionale commença à s'affaisser et que les rivières de la région se mirent à déposer des sédiments dans de larges bassins peu profonds. Le bassin continue toujours de s'enfoncer et de se combler de sédiments. Pendant des millions d'années, le bassin du lac Eyre a bien été alimenté en eau et était couvert de forêts. Il y a environ 20 millions d'années, la plus grande partie de la région a été couverte de ces étendues d'eau qui ont perduré pendant 10 millions d'années. À cette époque, le continent australien continuant de dériver vers le nord et le climat devenant de plus en plus aride, les lacs se sont asséchés. C'est seulement au cours des 2,6 derniers millions d'années, avec l'arrivée des époques de glaciation et l'arrivée du climat actuel que s'est accélérée la désertification de la région.

## Principaux cours d'eau
- La Finke River qui prend sa source sensiblement à l'ouest d'Alice Springs est considérée comme la plus vieille rivière au monde et bien qu'elle ne soit pas à sec que quelques jours par an (et même de nombreuses années, elle ne coule pas du tout), elle abrite 7 espèces de poissons dont 2 ne sont trouvées que là. Les eaux de la Finke River disparaissent dans les sables du désert de Simpson et il n'est pas sûr qu'elles soient arrivées jusqu'au lac Eyre bien que des rumeurs courent que cela se serait produit une fois au cours du XXe siècle.

- La Georgina River prend sa source sur le plateau de Barkly près de la frontière entre le Territoire du Nord et le Queensland, au nord-ouest de Mont Isa à proximité du golfe de Carpentarie. Dans cette région relativement humide, les précipitations peuvent atteindre 500 millimètres par an alors que l'évaporation n'est que de 2,4 mètres. La Georgina coule vers le sud-ouest sur 1000 kilomètres dans un inextricable lacis de cours d'eau avant de disparaître ou d'atteindre éventuellement la lagune Goyder au nord-est de l'Australie-Méridionale.

- La Diamantina River célébrée par les poètes de l'outback prend sa source dans le nord du Queensland entre Mont Isa et Winton. Elle a un parcours de 800 kilomètres vers le sud-ouest, traversant Birdsville et le Channel Country avant de rejoindre la Georgina dans la lagune Goyder (et en cas de très fortes pluies, par la Warburton Creek rejoindre le lac Eyre).

- La Cooper's Creek est de loin la plus célèbre de toutes ces rivières principalement parce que c'est au bord de cette rivière que les explorateurs Burke et Wills ont trouvé la mort. Elle prend sa source par la réunion de deux cours d'eau du centre du Queensland : la Thomson qui prend sa source entre Longreach et Charters Towers et la Barcoo River dans la région de Barcaldine, environ 500 kilomètres à l'ouest de Rockhampton. La Cooper's Creek s'étale dans une vaste zone de canaux sinueux éphémères se dirigeant vers le sud jusqu'à l'angle sud-ouest du Queensland avant de tourner vers l'ouest en arrivant en Australie méridionale pour se diriger vers le lac Eyre. Il faut environ un an pour que les eaux tombées sur la source de la rivière atteignent le lac mais la plupart du temps, aucune goutte n'y arrive : toute l'eau s'infiltre dans le sol, s'évapore au soleil ou stagne dans les canaux ou les trous d'eau.